# ピーター・グラント (政治家)
ピーター・グラント（Peter Grant, 1960年10月12日 – ）は、スコットランドの政治家。スコットランド国民党所属。グレンロセス選挙区選出の庶民院（下院）議員であり、2015年総選挙で当選した。

## 生涯
グラントはノース・ラナークシャーのコートブリッジにて、伝統的な労働党支持者の家庭に誕生した。1982年にグレンロセスに移り、政治活動の基盤として位置づけた。1992年のスコットランド地方選挙において、スコットランド国民党からグレンロセス議会議員に選出した。続いてファイフ議会議員となり、議長を5年間務めた。そしてスコットランド国民党の指導者になった。
グラントは2015年のイギリス総選挙において、スコットランド国民党の候補としてグレンロセス選挙区から立候補した。過半数の13,897票を獲得し、鞍替えしてきた現職の労働党候補を下した。2008年からグレンロセス選挙区から議員を務めていたベテランのリンゼイ・ロイ議員は、健康上の事情により総選挙には出馬しなかった。
グラントはかつてアマチュア音楽活動やローンボウルズ競技に熱中しており、レスリー・ボウリング・クラブの代表も務めていた。既婚であり、総合診療医である妻フィオナと30年超の生活を送っている。